# Joshua Ramos
Joshua Mitchell Ramos (* 25. April 2000) ist ein Fußballspieler von den Amerikanischen Jungferninseln. Der vielseitig einsetzbare Spieler, der sowohl als Stürmer, als auch als Abwehrspieler agieren kann, tritt seit 2019 in der Fußballnationalmannschaft der Amerikanischen Jungferninseln in Erscheinung.

## Karriere
Joshua Ramos wurde am 25. April 2000 als einer von vier Söhnen von Mandy und Papo Ramos geboren und begann noch in jungen Jahren mit dem Fußballspielen. Der Vater trat dabei als einer der ersten Trainer seiner Söhne in Erscheinung. Von 2015 bis 2018 spielte er unter anderem für die Schulfußballmannschaft der Sebring High School in Sebring im US-Bundesstaat Florida. In seinem Senior-Jahr führte er die Blue Streaks, so der Name der Sportabteilung an seiner High School, in der Torschützenliste mit 14 Toren an; daneben gelangen ihm zudem 14 Torvorlagen. Sein jüngerer Bruder Dylan gehörte ebenfalls dieser Mannschaft an und war im Jahr 2018 in seinem Junior-Jahr. Sein Bruder, ein Torhüter, wechselte später die High School und trat danach im Jahr 2019 einen Wechsel nach Spanien an. Auch die anderen beiden Brüder, Seth und Kalab, traten als Fußballspieler in Erscheinung.
Nachdem er die High School beendet hatte, trat der damals 18 Jahre alte Joshua Ramos im Frühjahr 2019 einen Wechsel zum lettischen Drittligisten AFA Olaine an. Beim Klub aus der rund 20 Kilometer der Hauptstadt Riga gelegenen Stadt Olaine war er in diesem Jahr einer von insgesamt drei US-Amerikanern im Kader. Einer davon, der gleichaltrige Raymar Thomas, spielte mit ihm zusammen an der High School und beim Nachwuchsausbildungsverein Auburndale Scream, einem Super Y-League-Team aus Auburndale, Florida. Beide hätten in diesem Jahr eigentlich zu Olaines Ligakonkurrenten, dem Albatroz Sport Club, wechseln sollen; der Grund, warum beide daraufhin zum AFA Olaine wechselten, ist nicht bekannt. Im Laufe des Spieljahres dürfte Ramos in lediglich drei Meisterschaftsspielen und einem Pokalspiel eingesetzt worden sein; an den restlichen Spieltagen scheint er nicht im Kader des AFA Olaine auf.
Sein Debüt gab er dabei am 30. Mai 2019 beim Spiel der sechsten Runde, einem 4:1-Auswärtssieg über den DSKV Traktors, bei dem er von Beginn an im Einsatz war und in der 63. Spielminute durch den gleichaltrigen Brasilianer Jadson Santos Costa de Sousa ersetzt wurde. Bei seinem zweiten Einsatz, in der achten Meisterschaftsrunde, erzielte Ramos am 5. Juni 2019 bei einem 3:2-Heimsieg über den FK Aliance in der 67. Minute den Siegestreffer zum 3:2-Endstand und absolvierte dabei die volle Spieldauer. Nachdem er wenige Tage davor noch mit der Mannschaft in der ersten Runde des lettischen Fußballpokals gegen den FK Kalupe ausgeschieden war, absolvierte er am 2. Juni 2019 in der zwölften und damit letzten Meisterschaftsrunde sein letztes Pflichtspiel für den Verein, als der Mann mit der Rückennummer 3 beim 1:1-Auswärtsremis gegen den FK Lielupe von Beginn an und über die vollen 90 Minuten auf dem Spielfeld war.
Über seinen weiteren Verbleib auf Vereinsebene ist nichts Näheres bekannt, jedoch dürfte er den Verein noch am Ende des Spieljahres verlassen haben, da er im darauffolgenden Spieljahr nicht mehr im Aufgebot des AFA Olaine zu finden ist. Noch im selben Jahr schaffte er den Sprung in die Fußballnationalmannschaft der Amerikanischen Jungferninseln, für die er am 16. November 2019, im vierten Gruppenspiel der CONCACAF Nations League 2019–21 bei einer 0:1-Niederlage gegen die Cayman Islands debütierte. Drei Tage später kam er auch bei der 1:2-Niederlage gegen Saint-Martin zum Einsatz; in beiden Länderspielen war er über die volle Spieldauer auf dem Rasen. Mit drei erreichten Punkten und einem Torverhältnis von 3:11 beendeten die Amerikanischen Jungferninseln das Turnier in der Liga C auf dem letzten Platz der Gruppe C1. Nachdem das Nationalteam aufgrund der COVID-19-Pandemie im darauffolgenden Jahr kein einziges Länderspiel absolviert hatte, wurde Ramos erst 2021 wieder für das Nationalteam berücksichtigt. Der brasilianischstämmige Nationaltrainer Gilberto Damiano berief ihn für die ersten im März 2021 stattfindenden Qualifikationsspiele zur Weltmeisterschaft 2022 in das 23-köpfige Spieleraufgebot. In der Vorbereitung darauf kam er am 21. März 2021 bei einem 0:0-Remis im Freundschaftsspiel gegen Anguilla im Inter Miami Stadium als Stammkraft zum Einsatz.